# Dassarécia

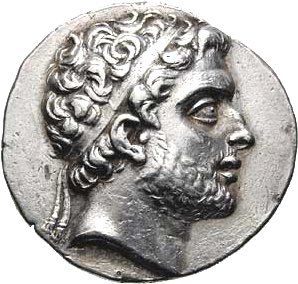
Dracma de r.

Dassarécia (em latim: Dassaretia) foi uma antiga região dos Bálcãs Ocidentais localizada ao sul da Ilíria próximo a fronteira ocidental do Reino da Macedônia. Estendia-se do lago de Licnido (atual Ócrida, entre a Albânia e a Macedônia) para Antipatreia (atual Berati, Albânia) ao longo do rio Apso Superior (atual Semani, na Albânia). Era habitada majoritariamente pelos dassaretas, uma subtribo dos caônios, embora relata-se que os pissantinos e febácios (na Febácia) ali residiam. Com base nas obras dos historiadores e geógrafos greco-romanos, as cidades que compunham a região eram: Pélio, Antipatreia, Crisôndio (também Códrio), Gerto (ou Gero), Creônio, Orgesso (talvez a Orgiso de Políbio), Corrago (talvez a Cérace de Políbio), Sátio, Ílio, Enquelárias, Boios, Licnido e Gerúnio.
Durante a Guerra Social (220–217 a.C.) entre Filipe V da Macedônia (r. 221–179 a.C.) e a Liga Etólia e seus aliados, Pleurato III, filho de Escerdiledas da Ilíria (r. 218–206 a.C.), entrou em confrontou contra o Reino da Macedônia pelo controle da Dassarécia. Em 217 a.C., lutaram pelo controle das cidades de Antipatreia, Crisôndio e Gerto. Em 200 a.C., durante a campanha do cônsul romano Públio Sulpício Galba Máximo contra Filipe V da Macedônia (r. 221–179), o exército romano atravessou a Dassarécia e foi suprido com grãos. Segundo Tito Lívio, foi tamanha a abundância de recursos fornecidos que Públio induziu os forrageadores mais distantes a voltarem. Em 197 a.C., após a vitória romana na Batalha de Cinoscéfalos, Licnido foi cedida para Pleurato III.